# Bitch Better Have My Money
Bitch Better Have My Money là một ca khúc của nữ nghệ sĩ gốc Barbados Rihanna. Bài hát được viết bởi Jamille Pierre, Badrilla Bourelly, Rihanna và Travis Scott và sản xuất bởi Travis cùng với Deputy, Kanye West và WondaGurl.

## Xếp hạng
| Bảng xếp hạng (2015)                            | Vị trí cao nhất |
| ----------------------------------------------- | --------------- |
| Úc (ARIA)                                       | 14              |
| Australia Urban (ARIA)                          | 5               |
| Áo (Ö3 Austria Top 40)                          | 18              |
| Bỉ (Ultratop 50 Flanders)                       | 27              |
| Bỉ (Ultratop 50 Wallonia)                       | 11              |
| Belgium (Ultratop Flanders Urban)               | 7               |
| Canada (Canadian Hot 100)                       | 11              |
| Canada CHR/Top 40 (Billboard)                   | 41              |
| Croatia (Airplay Radio Chart)                   | 77              |
| Đan Mạch (Tracklisten)                          | 25              |
| Cộng hòa Séc (Singles Digitál Top 100)          | 15              |
| Phần Lan Download (Latauslista)                 | 1               |
| Pháp (SNEP)                                     | 3               |
| Trường songid là BẮT BUỘC CHO BẢNG XẾP HẠNG ĐỨC | 17              |
| Hungary (Single Top 40)                         | 8               |
| Ireland (IRMA)                                  | 32              |
| Ý (FIMI)                                        | 49              |
| Lebanon (Lebanese Top 20)                       | 6               |
| Luxembourg Digital Song Sales (Billboard)       | 8               |
| Hà Lan (Single Top 100)                         | 37              |
| New Zealand (Recorded Music NZ)                 | 10              |
| Na Uy (VG-lista)                                | 24              |
| Scotland (OCC)                                  | 18              |
| Slovakia (Singles Digitál Top 100)              | 9               |
| Tây Ban Nha (PROMUSICAE)                        | 6               |
| Thụy Điển (Sverigetopplistan)                   | 14              |
| Thụy Sĩ (Schweizer Hitparade)                   | 7               |
| Anh Quốc (OCC)                                  | 27              |
| Anh Quốc R&B (OCC)                              | 5               |
| Hoa Kỳ Billboard Hot 100                        | 15              |
| Hoa Kỳ Hot R&B/Hip-Hop Songs (Billboard)        | 5               |
| Hoa Kỳ Dance Club Songs (Billboard)             | 1               |
| Hoa Kỳ Rhythmic (Billboard)                     | 6               |

## Chứng nhận
}
| Quốc gia | Chứng nhận | Số đơn vị/doanh số chứng nhận |
| --- | ---------- | ----------------------------- |
| Úc (ARIA) | Vàng       | 35.000^                       |
| Đan Mạch (IFPI Đan Mạch) | Vàng       | 30,000ǂ^                      |
| Ý (FIMI) | Vàng       | 25,000‡                       |
| New Zealand (RMNZ) | Vàng       | 7.500*                        |
| Thụy Điển (GLF) | Bạch kim   | 20.000‡                       |
| Hoa Kỳ (RIAA) | Bạch kim   | 754,806                       |
| * Chứng nhận dựa theo doanh số tiêu thụ. ^ Chứng nhận dựa theo doanh số nhập hàng. ‡ Chứng nhận dựa theo doanh số tiêu thụ và phát trực tuyến. |            |                               |